# 武昌扁蝇虎
武昌扁蝇虎（学名：Menemetus wuchangensis）为跳蛛科扁蝇虎属的动物。在中国大陆，分布于湖北等地。该物种的模式产地在湖北。